# Городківська волость
Городківська волость (рос. Городковская волость) — історична адміністративно-територіальна одиниця Луцького повіту Волинської губернії Російської імперії. Волосний центр — містечко Городок.

## Під владою Польщі
18 березня 1921 року Західна Волинь окупована Польщею. Волості було перетворено на ґміни, відповідно, адміністративна одиниця отримала назву ґміна Манєвіче. Волость входила до Ковельського повіту Волинського воєводства. Межі та склад колишньої волості збереглися, що й за Російської імперії та Української держави.
24 березня 1930 р. ґміна перейменована на ґміну Манєвіче.
1 квітня 1932  р. села Гулевичі, Ситовичі, Озерне, Рудка Ситовицька і Дубники передані з ґміни Маневичі до ґміни Повурськ.
Польською окупаційною владою на території ґміни велася державна програма будівництва польських колоній і заселення поляками. На 1936 рік ґміна складалася з 17 громад:
1. Череваха — село: Череваха, колонія: Череваха, маєток: Череваха та тартак: Череваха;
2. Градиськ — село: Градиськ, фільварок: Середбір'я та хутір: Заболоття;
3. Городок — село: Городок та маєтки: Городок і Новий Городок;
4. Карасин — село: Карасин, маєток: Карасин, тартак: Карасин, хутори: Дужин, Града, Градиське, Каращуків, Кінське, Ковердюків, Липники, Маневицьке, Мельників, Вістрів і Засвиння та гаївка: Зузанка;
5. Кукли — село: Кукли, маєток: Кукли та хутір: Нежалі;
6. Лишнівка — село: Лишнівка, хутори: Града і Завзір'я та фільварок: Олимне;
7. Лоше — колонії: Лоше, Огули і Жукове;
8. Майдан — колонія: Майдан;
9. Маневичі — селище: Маневичі та колонії: Нова, Вовчиця і Заходи;
10. Маневичі — село: Маневичі, хутори: Добровиця, Дворище, Кругле, Озерце, Подищі й Засники та маєток: Смолодівка;
11. Нова Руда — село: Нова Руда;
12. Оконськ — село: Оконськ, маєток: Оконськ та хутори: Перелисся і Петрівка;
13. Підіванівка — колонії: Підіванівка, Береч, Ліски і Пеньки;
14. Северинівка — село: Северинівка та колонії: Лоше-Северинівка і Новини;
15. Собятин — село: Собятин;
16. Троянівка — містечко: Троянівка та селище: Троянівка;
17. Замостя — село: Замостя.

Після радянської анексії західноукраїнських земель ґміна ліквідована у зв'язку з утворенням Маневицького району.